# Johan Huizinga

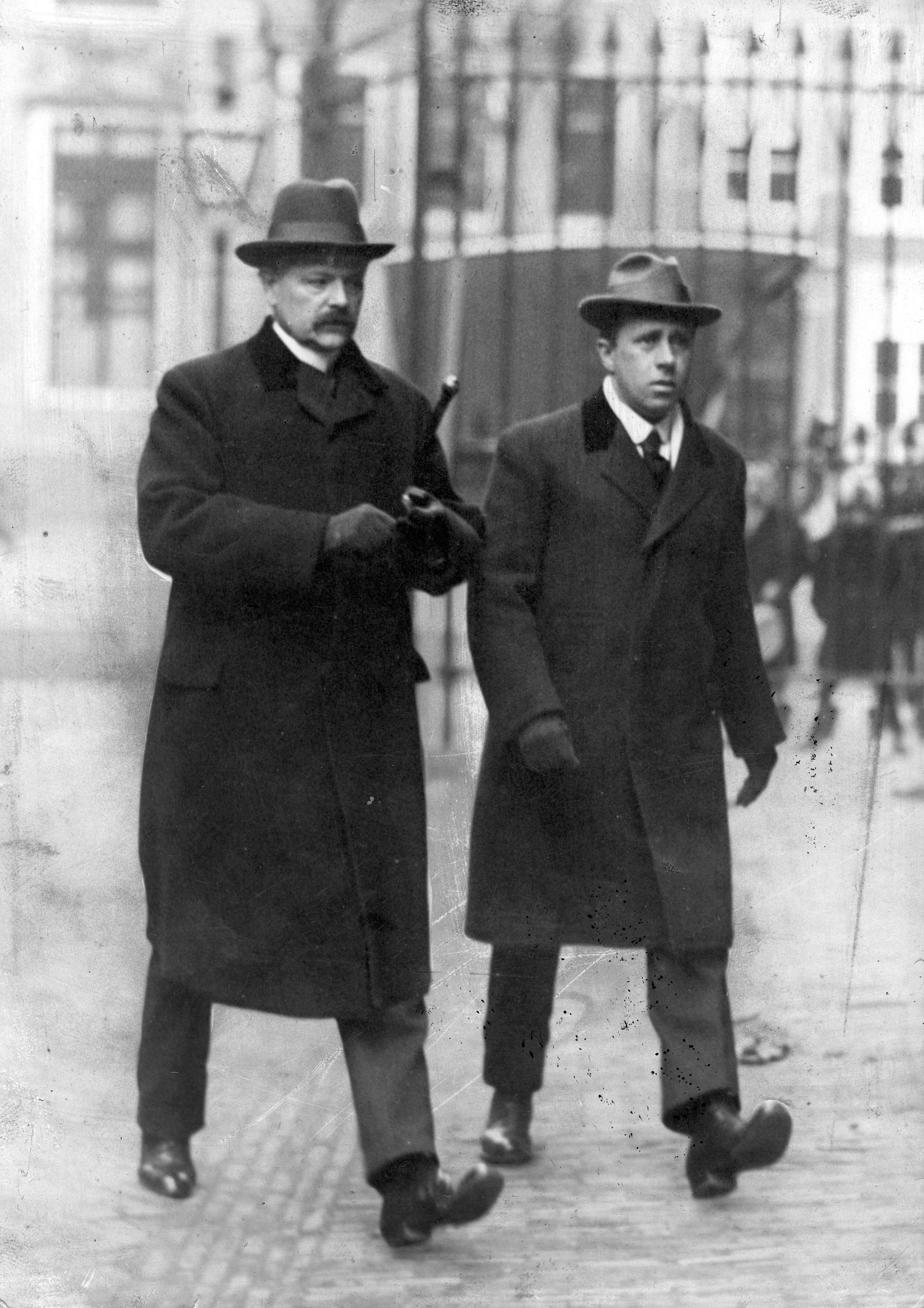
První zprava: prof. dr. Johan Huizinga (1917)

Johan Huizinga [ˈjoːɦɑn ˈɦœy̯zɪŋɣaː] (7. prosince 1872 Groningen – 1. února 1945 De Steeg u Arnhemu) byl nizozemský kulturní historik, autor knihy Homo ludens.

## Život a dílo
Huizinga se narodil v rodině univerzitního profesora lékařství, po maturitě studoval jazyky, historii a antropologii v Groningenu a roku 1895 složil státní zkoušku pro učitele nizozemštiny a dějepisu. Po krátkém pobytu v Lipsku promoval roku 1896 v Groningenu prací o komické postavě Vidušaky ve starém indickém divadle. Od roku 1897 učil historii v Haarlemu a od roku 1903 přednášel starou indickou literaturu v Amsterdamu. Od roku 1905 přednášel historii v Groningen a od roku 1915 byl profesorem obecné historie v Leidenu, a to až do zavření univerzity nacisty v roce 1942. Od roku 1916 byl vedle toho členem Nizozemské akademie věd a redaktorem kulturního časopisu De gids. Roku 1919 vyšla jeho kniha Podzim středověku, která ho proslavila. Roku 1926 podnikl cestu po USA, v letech 1927–1931 byl děkanem fakulty a roku 1933 rektorem Leidenské univerzity. Přednášel v mnoha zemích a získal čestné doktoráty v Tübingen a v Oxfordu. Roku 1938 vyšla jeho druhá slavná kniha, Homo ludens, základní kulturně-antropologické pojednání o kulturním významu hry.
Jako rektor univerzity vyloučil 1933 ze studentské konference německého nacistického studenta pro jeho antisemitský článek, což vyvolalo diplomatický protest z německé strany a přivodilo Huizingovi zákaz publikací v Německu. Po obsazení Nizozemska Německem byl roku 1942 nejprve internován, ale na základě lékařského dobrozdání propuštěn do domácího vězení v obci De Steeg, kde roku 1945 zemřel.
Huizinga napsal řadu historických prací o dějinách Nizozemska v 15. a 16. století a o různých tématech kulturních dějin, životopis Erasma Rotterdamského a mnoho jiných; jeho sebrané spisy mají 9 svazků